# Luoshi (köpinghuvudort i Kina, Jiangxi Sheng, lat 27,99, long 115,83)
Luoshi är en köpinghuvudort i Kina. Den ligger i provinsen Jiangxi, i den sydöstra delen av landet, omkring 77 kilometer söder om provinshuvudstaden Nanchang. Antalet invånare är 38 461. Befolkningen består av 18 029 kvinnor och 20 432 män. Barn under 15 år utgör 22,0 %, vuxna 15-64 år 70 %, och äldre över 65 år 6,0 %.
Runt Luoshi är det tätbefolkat, med 442 invånare per kvadratkilometer. Närmaste större samhälle är Rongtang, 17,1 km nordväst om Luoshi. Trakten runt Luoshi består till största delen av jordbruksmark.
Genomsnittlig årsnederbörd är 2 267 millimeter. Den regnigaste månaden är juni, med i genomsnitt 364 mm nederbörd, och den torraste är oktober, med 22 mm nederbörd.